# Pelecotoma fennica
Pelecotoma fennica – gatunek chrząszcza z rodziny wachlarzykowatych.

## Taksonomia
Biologię tego gatunku opisał czeski koleopterolog Petr Švácha.

## Zasięg występowania
Chrząszcz ten występuje w Europie. Notowany w Austrii, Bośni i Hercegowinie, Chorwacji, Czechach, Estonii, Finlandii, Niemczech, Polsce, europejskiej części Rosji i Rumunii. Wykazany również z pojedynczego stanowiska na Litwie ponad sto lat temu.
W Polsce notowany na nielicznych stanowiskach w różnych częściach kraju.

## Biologia i ekologia
Pelecotoma fennica jest gatunkiem ciepłolubnym, zasiedla zwykle nasłonecznione, pozbawione kory pnie starych drzew liściastych (głównie wierzb i topoli) z licznymi korytarzami kołatków, niekiedy również stare ule. W całym zasięgu swojego występowania jest gatunkiem nielicznym.
Larwy rozwijają się w korytarzach kołatów - przeważnie wyschlika grzybkożernego i Ptilinus fuscus. Jedni autorzy uważają, że są one parazytoidami larw kołatków, zaś inni że błonkówek zasiedlających ich stare chodniki. Imago spotyka się od czerwca do sierpnia.